# Hemipenthes gayi
Hemipenthes gayi är en tvåvingeart som först beskrevs av Macquart 1840.  Hemipenthes gayi ingår i släktet Hemipenthes och familjen svävflugor. Inga underarter finns listade i Catalogue of Life.